# Peep and the Big Wide World
Peep and the Big Wide World este un serial de televiziune animat canadiano-american creat de Kaj Pindal și produs de WGBH-TV, 9 Story Entertainment, Eggbox LLC, Alliance Atlantis, National Film Board of Canada și Discovery Kids Original Production. A avut premiera pe 17 aprilie 2004, pe Discovery Kids și pe TLC, ca parte a blocului pentru copii Ready Set Learn, și în aceeași zi pe TVOKids și Discovery Kids.
Fiecare episod constă din două povești de 9 minute, care sunt segmente animate și două segmente de acțiune în direct de 2 minute, în care copiii explorează și demonstrează același subiect prezentat în segmentul animat.

## Distribuție
- Scott Beaudin[1] în primele 3 sezoane, Shawn Molko în sezonul 4 și Maxwell Uretsky în sezonul 5 ca Peep
- Amanda Soha ca Chirp
- Jamie Watson ca Quack
- Joan Cusack ca Narator